# 中华诗词学会
中华诗词学会是由中国作家协会主管、中华人民共和国民政部注册登记的全国性文学类学会，1987年5月31日在北京成立。
历任会长是钱昌照、周谷城、孙轶青、郑欣淼。